# Католицька середня школа Остіна О'Брайена
Католицька середня школа ім. Остіна О'Брайена (AOB) - середня школа, розташована в громаді Оттевелл на південному сході Едмонтону. У ній навчається близько 1000 студентів

## Назва
Католицька середня школа носить ім'я сера Остіна О'Брайена, суперінтенданта католицьких шкіл Едмонтона з 1924 по 1961 рік

## Історія
Школа була відкрита у 1963 році, коли в Едмонтоні налічувалося 18 000 учнів католицької системи та діяло 55 шкіл
З 1983 р. в школі розпочалась україномовна програма, в рамках якої викладається українська мова, мистецтво, а також релігієзнавство 

## Відомі випускники
- Джонні Бойчук, нападник "Нью-Йорк Айлендерс" (Національна хокейна ліга)
- Дастін Чернявський, футболіст КФЛ ("Саскачеван Рафрідерс")
- Дон Девіс (1981), член парламенту від Ванкувер Кінгсвей, Британська Колумбія
- Лідія Дотто, науковий журналіст, автор і фотограф
- Гордон Хінз, гравець Канадської футбольної ліги (CFL)
- Декстер Янке ("Калгарі Стемпедерс")
- Піт Лаворато, футбольна команда "Едмонтон Ескімос" (CFL)
- Каррік Мартін, керлер (неодноразово виступав на Brier)
- Пет Маккалум, професійний керлер (WCT)
- Віккі Мосс, співачка (пішла до отримання диплому)
- Моріс Панич, канадський драматург